# Leif G. W. Persson
Leif Gustav Willy Persson (Stoccolma, 12 marzo 1945) è uno scrittore, criminologo e sceneggiatore svedese.
Esponente del genere noir scandinavo, firma i propri romanzi come Leif GW Persson.

## Biografia
Noto professore di criminologia, dal 1999 al 2012 è stato professore all'accademia di polizia svedese di Stoccolma. È stato inoltre consulente del Ministero di Giustizia e dei Servizi segreti svedesi, ma è noto a livello internazionale per la sua attività di giallista.
Il romanzo L'ultima indagine, del 2010, è stato tradotto in tredici paesi e ha vinto il prestigioso Glasnyckeln 2011, oltre al Premio svedese per la letteratura gialla, al Palle Rosenkrantz in Danimarca e al Premio come miglior giallo in Finlandia.
Nel 2015, l'emittente televisiva americana CBS ha trasmesso Backstrom, una serie TV ispirata ai romanzi di Persson con protagonista il detective Evert Bäckström (che nella serie, ambientata a Portland, diventa Everett Backstrom, interpretato da Rainn Wilson).

## Opere

### Romanzi
- 1978 - Grisfesten (inedito in italiano)
- 1979 - Profitörerna (inedito in italiano)
- 1982 - Samhällsbärarna (inedito in italiano)
- Trilogia La caduta dello Stato Sociale:[4]
  - 2002 - Tra la nostalgia dell'estate e il gelo dell'inverno (Mellan sommarens längtan och vinterns köld)
  - 2003 - Un altro tempo, un'altra vita (En annan tid, ett annat liv)
  - 2007 - In caduta libera come in un sogno (Faller fritt som i en dröm)
- Serie commissario Evert Bäckström:
  - 2005 - Anatomia di un'indagine (Linda - som i Lindamordet)
  - 2008 - Uccidete il drago (Den som dödar draken)
  - 2013 - La vera storia del naso di Pinocchio (Den sanna historien om Pinocchios näsa)
  - 2016 - La donna che morì due volte (Kan man dö två gånger?)
- 2010 - L'ultima indagine (Den döende detektiven)
- 2015 - Presunto terrorista (Bombmakaren och hans kvinna)

### Sceneggiature
- Profitörerna, regia di Per Berglund – miniserie TV (1983) (basata sul romanzo Profitörerna)
- Mannen från Mallorca, regia di Bo Widerberg (1984) (basato sul romanzo Grisfesten)
- I lagens namn, regia di Kjell Sundvall (1986) (basato sul romanzo Samhällsbärarna)
- Goltuppen, regia di Per Berglund – miniserie TV, 5 episodi (1991)
- Kvällspressen – serie TV, 6 episodi (1992)
- Den vite riddaren, regia di Daniel Alfredson e Harald Hamrell – miniserie TV, 4 episodi (1994)
- I nöd och lust... – serie TV, episodio 1x04 (1996)
- Anna Holt – polis – serie TV, 17 episodi (1996–1999)
- En pilgrims död, regia di Kristoffer Nyholm e Kristian Petri – miniserie TV, 4 episodi (2013) (basata sui romanzi Tra la nostalgia dell'estate e il gelo dell'inverno e In caduta libera come in un sogno)
- Den fjärde mannen, regia di Kristian Petri – miniserie TV, 3 episodi (2014–2015) (basata sul romanzo Un altro tempo, un'altra vita)
- Backstrom – serie TV, 13 episodi (2015)
- Den döende detektiven, regia di Kristian Petri – miniserie TV, 3 episodi (2018)  (basata sul romanzo L'ultima indagine)